# Junonia westermanni
Junonia westermanni är en fjärilsart som beskrevs av John Obadiah Westwood 1870. Junonia westermanni ingår i släktet Junonia och familjen praktfjärilar. Inga underarter finns listade i Catalogue of Life.

## Bildgalleri

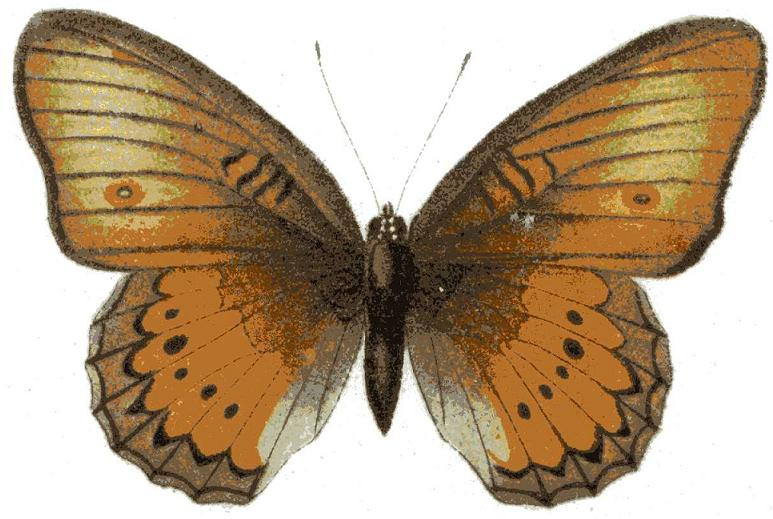